# Арічештій-Зелетін
Арічештій-Зелетін (рум. Ariceștii Zeletin) — село у повіті Прахова в Румунії. Входить до складу комуни Арічештій-Зелетін.
Село розташоване на відстані 87 км на північ від Бухареста, 33 км на північ від Плоєшті, 146 км на захід від Галаца, 65 км на південний схід від Брашова.

## Населення
За даними перепису населення 2002 року у селі проживали 1125 осіб, усі — румуни. Усі жителі села рідною мовою назвали румунську.